# Sunningdale Artisans Golf Club

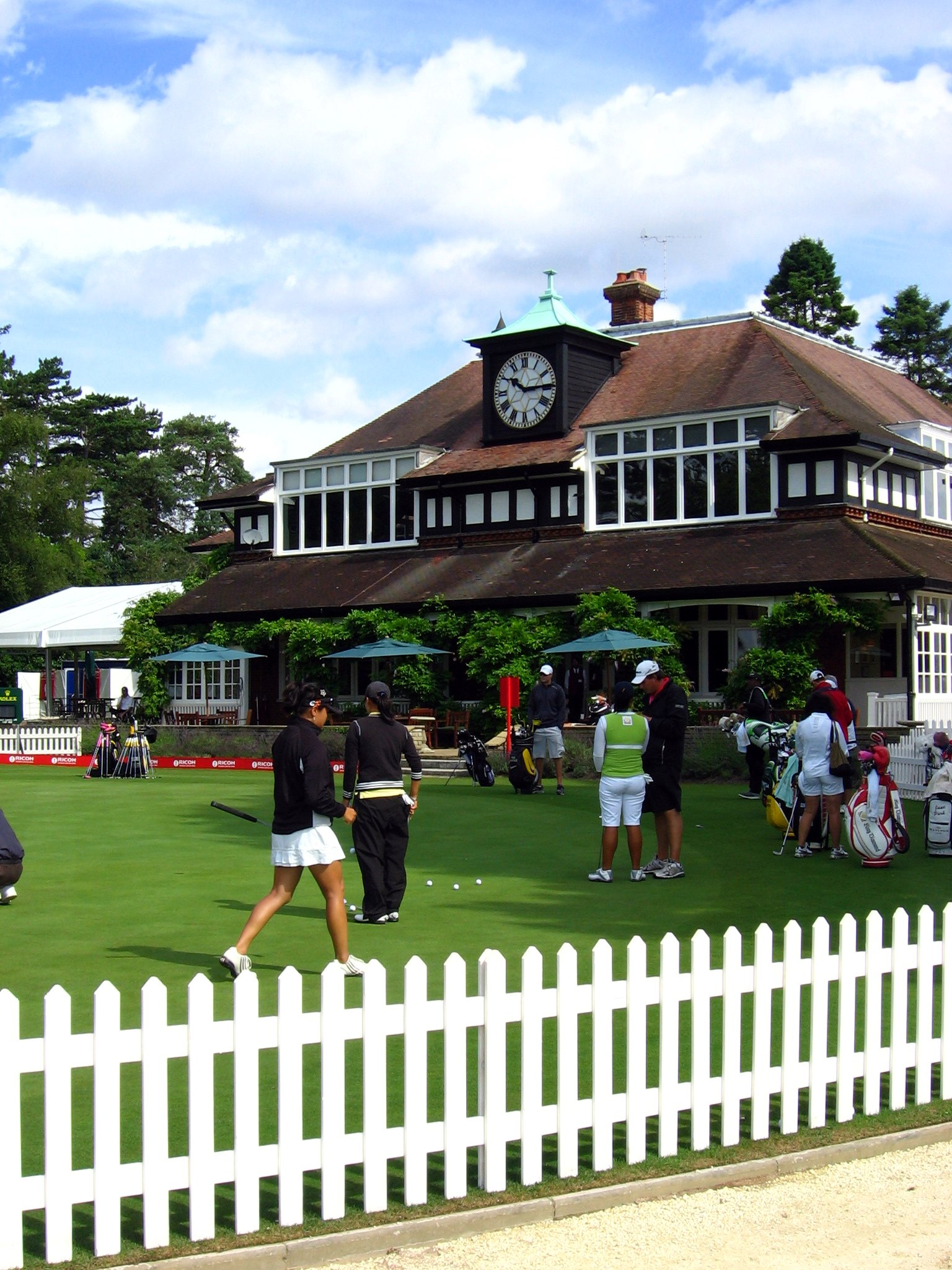
Sunningdale clubhuis gefotografeerd in 2008

De Sunningdale Artisans Golf Club is een golfclub in Wokingham, in het graafschap Berkshire, Engeland.
De 18-holes par-70 golfbaan is een parkbaan met veel heide. De baan is door Willie Park jr. ontworpen.
In 1926 maakte Bobby Jones hier een ronde van 66 in de kwalificatiewedstrijd om aan het Brits Open op Lytham mee te mogen doen. Hij won daarna het Open  en verdedigde met succes zijn titel in 1927 op St Andrews Links.

## Bekende leden
- Andrew Inglis, winnaar van o.a. de Golf Illustrated Gold Vase 2002
- Paul Creamer, lid van 1986-1988, nu professional